# Ящук Валерій Миколайович
Вале́рій Микола́йович Ящу́к (* 1948 - 23.12.2023) — доктор фізико-математичних наук, професор, завідувач кафедри експериментальної фізики.

## Життєпис
Народився 1948 року в містечку Струсів (Тернопільська область) у родині педагога. Родина тривалий час мешкала у селищі Тиврів на Вінниччині.
1971-го закінчив Київський державний університет ім. Т. Г. Шевченка. Протягом 1972—1972 та 1973—1981 років працював старшим інженером, в 1981-1983-х — асистентом, з 1983 по 1988 рік — старшим викладачем. В 1988—2002 роках — доцент, з 2002 року — професор, завідувач кафедри експериментальної фізики.
У 1982 році захистив кандидатську дисертацію «Міграція енергії електронного збудження в полімерах». 2000 року здобув вчене звання доктора — дисертація «Динаміка електронно-коливальних збуджень в макромолекулярних системах»; від 2004-го — професор. Читає лекції з загального курсу «Електрика та магнетизм» та спеціальних курсів «Фотоніка органічних середовищ» й інших.
Як педагог підготував 5 кандидатів наук.
Керівник держбюджетної теми «Оптичні та електронні властивості гомогенних та гетерогенних систем на основі неорганічних та органічних сполук для фотоніки, біофотоніки та наноелектроніки».
Напрямки наукових досліджень:
- Фотоніка органічних середовищ
- Процеси перенесення енергії електронного збудження в макромолекулах
- Наноелектроніка та нанофотоніка
- Фотофізика біологічних об'єктів.

Встановив механізм процесу перенесення електронних збуджень в хромоформістких макромолекулах; застосував до опису процесу теорію випадкових блукань. Запропонував модель макромолекули з напрямленим транспортом триплетних збуджень (де введено концепцію екситонного струму в хромоформістких макромолекулах). Під його керівництвом створені та спектрально протестовані перші функціональні системи такого типу. Виявив існування процесу перенесення внутрішньохромофорних коливальних збуджень в макромолекулах; провів аналіз процесів перенесення електронних збуджень в ДНК, встановив факти захоплення синглетних та триплетних електронних збуджень в макромолекулі ДНК. За його керівництва встановлено природу фосфоресценції ДНК.
Є автором 218 наукових публікацій, з них 1 авторське свідоцтво.
Серед робіт:
- «Intramolecular energy transfer by singlet and triplet excitons in macromolecules», 1979 (співавтор)
- «Migrating Electronic Excitations in -electron-containing Polymers», 1998
- «Triplet exciton in -electron containing polymers», 1999
- «Multifunctional macromolecules and structures as one-way exciton conductors», 2000 (співавтор)
- «Взаємодія ціанінових барвників з нуклеїновими кислотами. 14. Спектральні особливості деяких монометинових бензотіазолових ціанінових барвників та їхньої взаємодії з ДНК», М. Ю. Лосицький, Т. Ю. Огульчанський, С. М. Ярмолюк, 2000
- «The nature of the electronic excitations capturing centres in the DNA» (співавтор), 2006.